# Guerras civiles noruegas

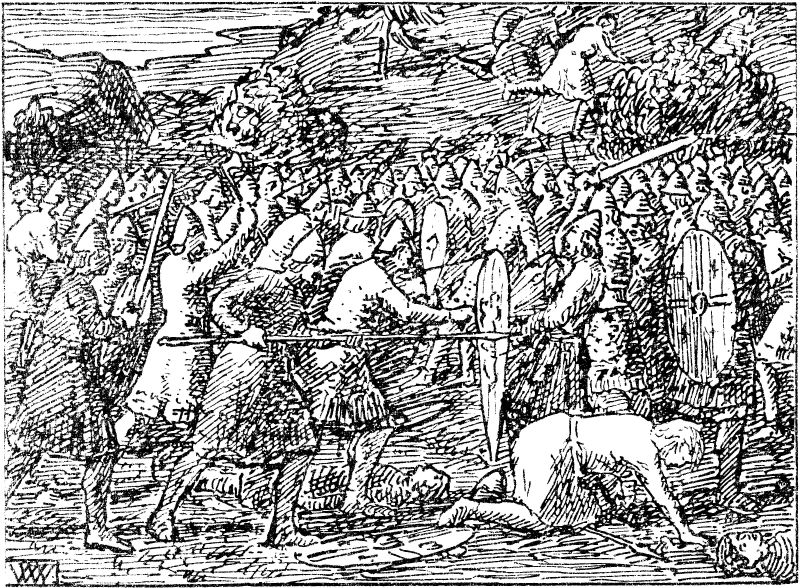
Batalla de Minne (1137) entre los ejércitos de Sigurd Slembe e Inge Haraldsson. Dibujo de Wilhelm Wetlesen, en una edición de 1899 de la Heimskringla.

Las guerras civiles noruegas (en noruego: Borgerkrigstiden) es un término utilizado para designar el período de la historia de Noruega entre 1130 y 1240. Durante esta época, se desencadenaron varias guerras civiles entre reyes rivales y pretendientes al trono. Los motivos de las guerras representan uno de los temas más debatidos en la historia medieval de Noruega. El objetivo de las facciones en pugna fue siempre colocar a su candidato en el trono, después de la muerte del rey Sigurd el Cruzado en 1130. En las primeras décadas de las guerras civiles, las alianzas cambiaron frecuentemente, y se centraron alrededor de un rey o pretendiente, pero finalmente, hacia el fin del siglo XII, emergieron dos partidos, conocidos como los bagler y los birkebeiner. Después de la reconciliación entre estos dos partidos en 1217, se desarrolló un sistema gubernamental más ordenado, que fue, gradualmente, capaz de poner fin a los frecuentes levantamientos armados. La fracasada rebelión del duque Skule Bårdsson en 1240 fue el evento final de la era de las guerras civiles.

## Antecedentes
Tradicionalmente, se ha asumido que la unificación de Noruega en un reino fue alcanzada por el rey Harald Cabellera Hermosa en la batalla de Hafrsfjord en 872, pero en realidad el proceso de unificación llevaría un largo tiempo para completarse y consolidarse. A mediados del siglo XI, el proceso parecía haber terminado. Sin embargo, era aún común que los reyes compartieran el trono. Lo anterior parece que fue la manera más común de resolver eventuales disputas cuando existían dos o más candidatos a ocupar el trono y aunque existieron tensiones entre los cogobernantes, generalmente se evitaron los conflictos abiertos. En ese tiempo no existían leyes de sucesión bien definidas, y el principal criterio para ser considerado un candidato digno era el acreditación de ser descendiente de Harald Cabellera Hermosa por la línea masculina, sin importar si se era hijo legítimo o no.
El rey Sigurd el Cruzado también compartió el trono con sus dos hermanos, los reyes Øystein I y Olaf Magnusson, pero cuando éstos murieron, Sigurd se convirtió en el único rey. Como sus hermanos no tuvieron hijos varones, su hijo Magnus Sigurdsson fue considerado como presunto heredero. Sin embargo, a finales de la década de 1120, un hombre llamado Harald Gille llegó a Noruega procedente de Irlanda, afirmando ser hijo de Magnus III y por lo tanto medio hermano del rey Sigurd. Supuestamente, Harald había sido concebido durante la campaña militar del rey Magnus en Irlanda. A Harald se le dio crédito después de someterse a la ordalía de fuego, un método común en esa época, y el rey Sigurd lo reconoció como su hermano. Sin embargo, Harald tuvo que hacer una promesa en el sentido que no reclamaría el título de rey mientras Sigurd y su hijo viviesen.

## La sucesión de Sigurd el Cruzado

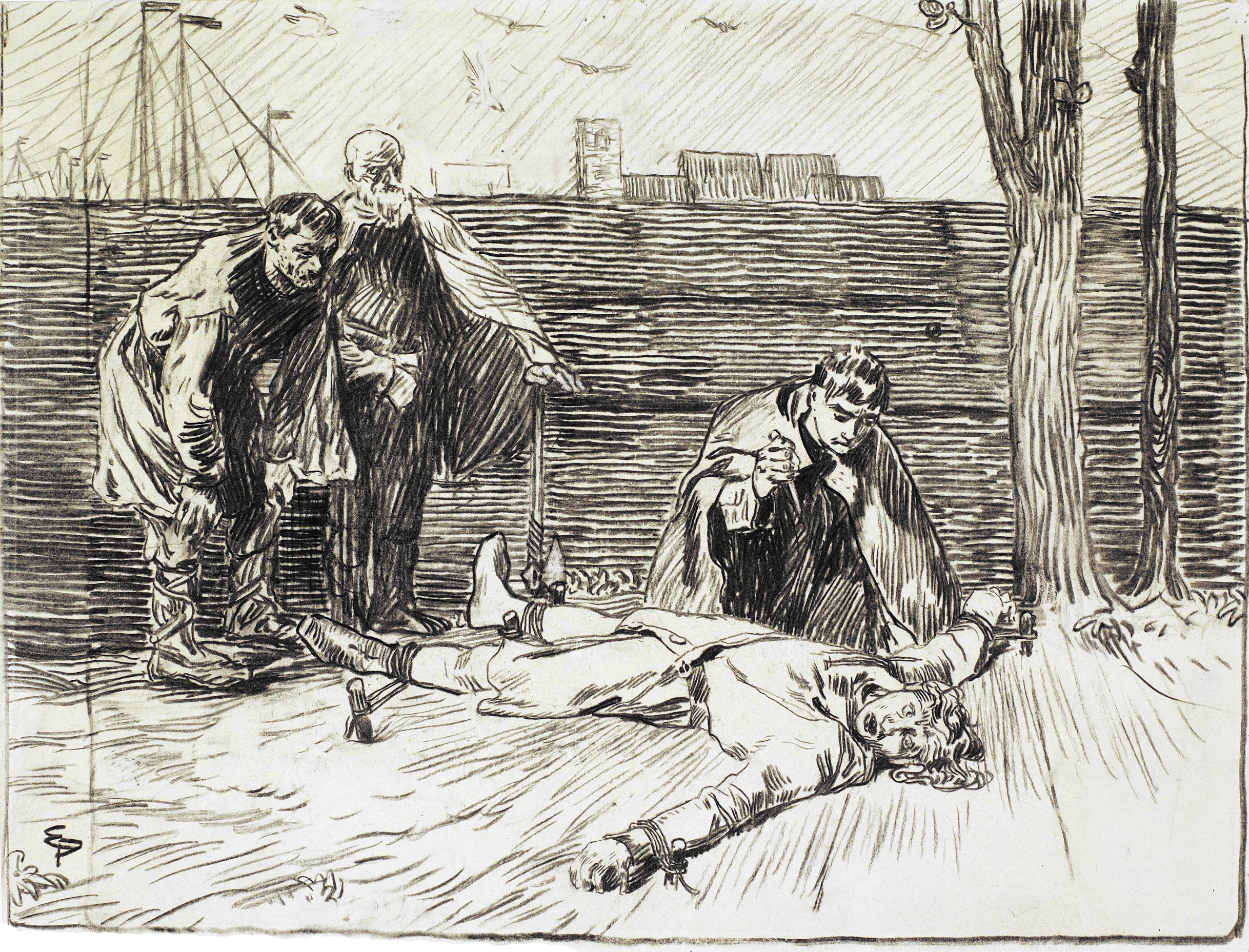
El rey Magnus Sigurdsson es cegado. Dibujo de Eilif Petersen (1899).

Cuando Sigurd murió en 1130, Harald Gille rompió su promesa. Magnus, el hijo de Sigurd, fue proclamado rey, pero Harald también reclamó el título para sí, y recibió un fuerte apoyo. Se alcanzó un acuerdo en el que Magnus y Harald serían reconocidos como reyes, y compartirían el gobierno. La paz entre ambos terminó en 1134, cuando se desencadenó la guerra. En 1135, Harald derrotó y capturó a su rival en la ciudad de Bergen. Magnus fue cegado, castrado y mutilado, y encerrado a la fuerza en un monasterio. A partir de entonces sería conocido como Magnus el Ciego. Por ese tiempo, otro hombre llegó desde Irlanda, alegando ser otro hijo de Magnus III, Sigurd Slembe. Aseguró haberse sometido a la ordalía de fuego en Dinamarca para respaldar su causa, pero Harald no lo reconoció como su hermano. En 1136, Sigurd asesinó a Harald mientras este dormía, en Bergen, y acto seguido se autoproclamó rey. Los seguidores de Harald no lo reconocieron como su monarca, y nombraron reyes a los dos hijos de este último, Sigurd Munn e Inge el Corcovado, ambos niños aún. Sigurd Slembe liberó a Magnus el Ciego del monasterio donde se hallaba encerrado y se alió con él. La guerra entre Sigurd Slembe y Magnus el Ciego por un lado, y los seguidores del difunto Harald Gille y sus hijos por el otro, terminó hasta 1139, cuando Magnus y Sigurd Slembe fueron derrotados en la batalla de Hvaler. Magnus fue muerto en la batalla, y Sigurd Slembe fue capturado y torturado hasta la muerte.

## El reinado de los hijos de Harald Gille
La división del poder entre Sigurd Munn e Inge funcionó bien mientras ambos fueron menores. En 1142, una vez más, llegó a Noruega un pretendiente real procedente de las islas británicas. Esta vez se trataba de Øystein Haraldsson, hijo de Harald Gille. Øystein reclamó su parte en la herencia de su padre, y obtuvo el título de rey, convirtiéndose en el tercero en el trono. Los tres hermanos gobernaron conjuntamente, aparentemente en paz, hasta 1155. De acuerdo a las sagas, Øystein y Sigurd Munn albergaron planes para derrocar a su hermano Inge y dividir la parte del reino de este entre ambos. Por consejo de su madre, la sueca Ingrid Ragnvaldsdotter y el poderoso lendmann Gregorius Dagsson, Inge decidió dar el primer golpe. En un encuentro que se celebraría entre los tres monarcas en Bergen, Sigurd Munn fue atacado y asesinado por los hombres de Inge, antes de que Øystein llegase a la ciudad. Inge y Øystein alcanzaron un acuerdo parcial, pero las condiciones pronto llevaron a una guerra, que finalizaría con la captura y muerte de Øystein en Bohuslen en 1157. Los seguidores de los hermanos de Inge, en lugar de someterse a este, eligieron un nuevo pretendiente, Haakon Sigurdsson, el hijo de Sigurd Munn. Esta circunstancia es vista como el primer indicio de una nueva etapa en las guerras civiles noruegas: las facciones en guerra ya no solo se alineaban en torno a un rey o pretendiente, sino sus miembros se mantenían unidos después de la caída de su líder, y elegían un nuevo pretendiente, lo que resultó en la formación de facciones mejor organizadas. Haakon solo contaba con 10 años de edad en 1157, pero sus seguidores lo nombraron rey y continuaron la lucha contra Inge. En 1161, el rey Inge cayó muerto en una batalla en Oslo.

## Magnus Erlingsson y la intervención de la Iglesia

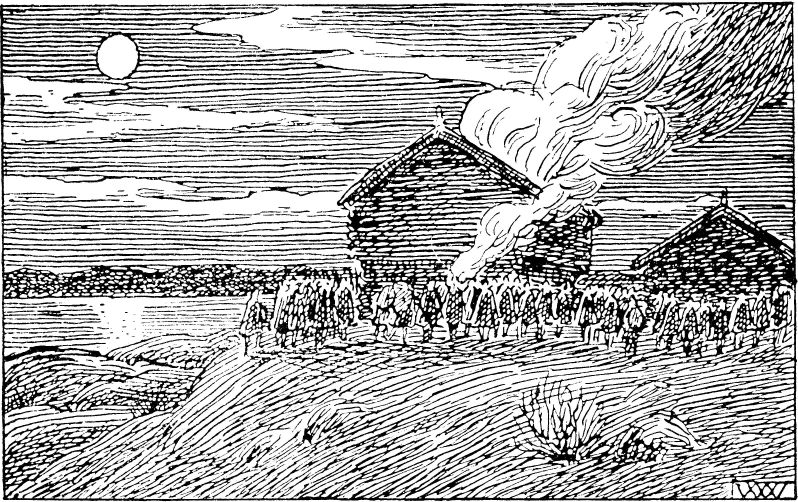
Erling Skakke incendia la casa de un seguidor de Sigurd Markusfostre. Wilhelm Wetlesen (1899).

Los seguidores de Inge tomaron las mismas acciones que en su momento los seguidores de Øystein, y eligieron en 1161 un nuevo monarca títere para oponerlo a Haakon. La elección recayó en el niño Magnus Erlingsson, de cinco años, hijo de uno de los líderes noruegos más prominentes, el lendmann Erling Skakke, y de Cristina Sigurdsdatter, hija del rey Sigurd el Cruzado. Erling, que tenía el título de jarl, se erigió en el líder verdadero de la facción. Al año siguiente, en 1162, los seguidores de Magnus lograron derrotar y matar a Haakon en la batalla de Sekken, en el Fiordo de Romsdal. En 1163, otro hijo de Sigurd Munn, Sigurd Markusfostre, nuevo pretendiente opositor a Magnus Erlingsson, fue capturado por Erling Skakke y ejecutado en Bergen.
La elección de Magnus Erlingsson como líder de la facción de Erling Skakke fue radical, y rompió con uno de los principios tradicionales del derecho a ser rey: Magnus solo era descendiente de la antigua casa real noruega a través de su madre, pero no era hijo de ningún rey. Para compensar esta desventaja, el partido de Erling y Magnus se aliaron con la Iglesia, e introdujeron un nuevo criterio en la elección monárquica: en adelante, el rey tenía que ser hijo legítimo. 
La alianza con la Iglesia, una institución que recientemente había cobrado mejor organización a través de la fundación de la Archidiócesis de Nidaros en 1152, representó una importante ventaja para Erling y Magnus. En Bergen, en 1163, Magnus Erlingsson, de siete años, fue coronado por el arzobispo Øystein de Nidaros, convirtiéndose en el primer monarca en ser coronado en la historia de Noruega. También se redactó una ley de sucesión, en la cual se establecía la primogenitura de un hijo legítimo como el requisito para ser heredero. Durante la siguiente década, la posición de Magnus en el trono parecía segura, con Erling Skakke como el verdadero gobernante del país. Erling se encargó de eliminar a todo rival potencial de su hijo. También se alió en ocasiones con el rey Valdemar I de Dinamarca, y una saga señala que la zona alrededor del Fiordo de Oslo fue un feudo vasallo de Dinamarca. Sin embargo, es cuestionable la medida de su subordinación al rey danés.

## Origen de losbirkebeinery el rey Sverre
En 1174 surgió una nueva facción opositora al rey Magnus. Su líder era el joven Øystein Møyla, un hijo de Øystein Haraldsson. Este nuevo grupo fue llamado los birkebeiner, término que significa ‘piernas de abedul’, debido a que algunos de ellos eran tan pobres que colocaban tiras de corteza de abedul alrededor de sus piernas y pies a manera de calzado. Øystein Møyla fue muerto por los hombres de Magnus y Erling en la batalla de Re, en 1177. Poco después, los birkebeiner eligieron a Sverre Sigurdsson como su líder. Sverre había llegado a Noruega desde las Islas Feroe, y aseguraba acabar de descubrir que era hijo del rey Sigurd Munn. Sus argumentos fueron ampliamente rechazados en su tiempo, y también lo han sido por los historiadores modernos. Sin embargo, después de tomar el liderato de los birkebeiner, Sverre se convirtió en un punto de convergencia para todos los opositores al gobierno del rey Magnus y su padre Erling Skakke.
Algunos historiadores materialistas modernos han pretendido descubrir una especie de lucha de clases en el conflicto de Sverre y los birkebeiner contra Erling y Magnus. Sin embargo, está discutida la medida en que los hombres de Sverre representaban los estratos más pobres de la población. Es claro que la mayor parte de los lendmenn -la nobleza de la época- se alinearon con el rey Magnus, pero se sabe que Sverre también se ganó la simpatía de varios de ellos. Además, los birkebeiner no intentaron cambiar el orden de la sociedad noruega, sino que simplemente querían colocarse ellos en la cima de la misma.

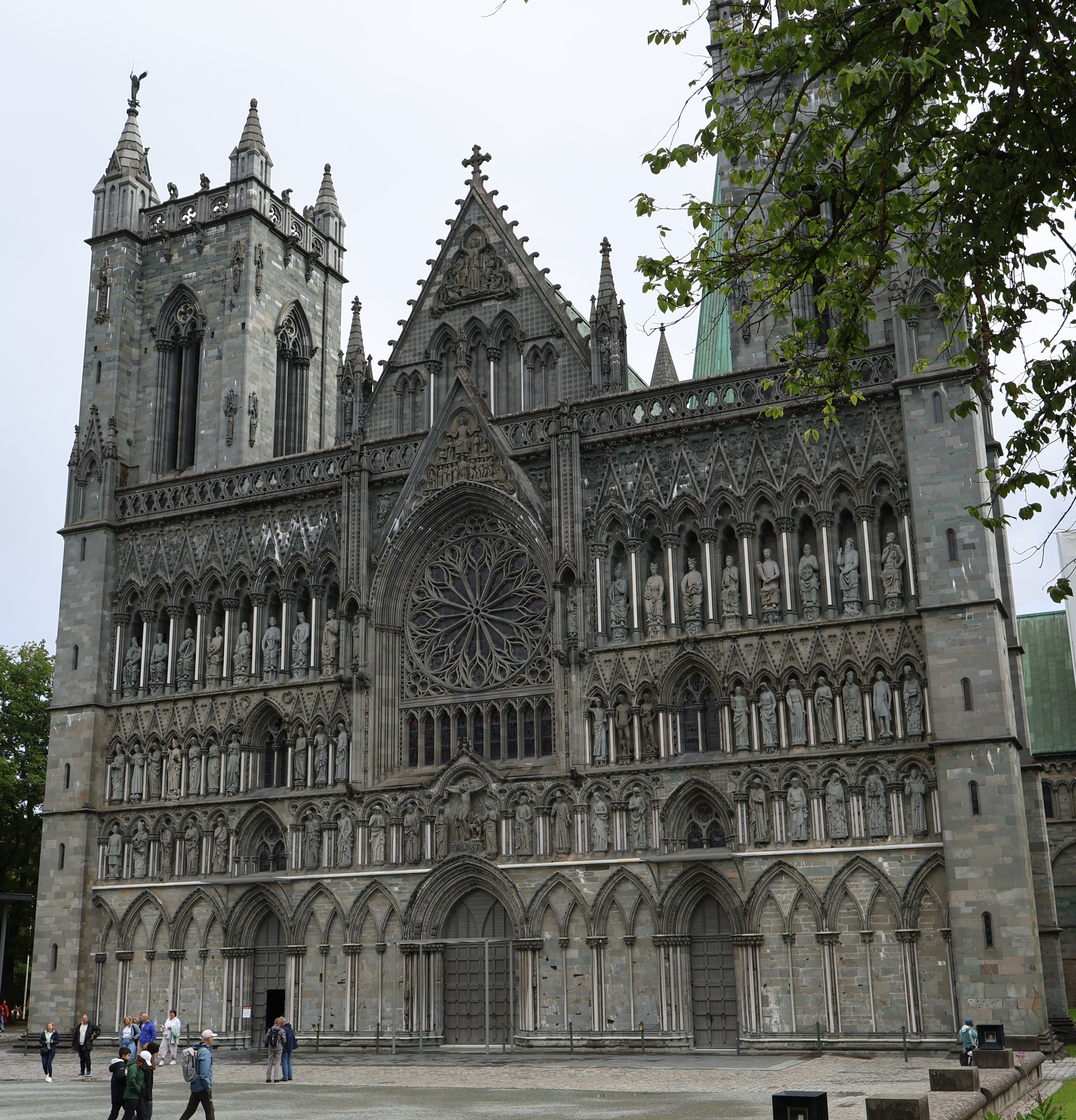
La Iglesia fue una fuerte opositora al rey Sverre. En la imagen, la Catedral de Nidaros.

En 1179 Sverre obtuvo una importante victoria en la batalla de Kalvskinnet, en las afueras de la ciudad de Nidaros, donde el propio Erling Skakke falleció. A partir de entonces, la región de Trøndelag, con Nidaros como centro político, se convirtió en la principal plaza fuerte para Sverre, y el obispo Øystein, opositor a Sverre, tuvo que exiliarse. El rey Magnus continuó combatiendo después de la muerte de su padre, y con el apoyo de la Iglesia rechazó varias ofertas de Sverre para repartir el reino entre ambos. La Saga de Sverre, que fue escrita por partidarios de Sverre, narra que Magnus era un monarca muy popular entre la gente llana, lo que dificultó significativamente la lucha de Sverre. La guerra entre Sverre y Magnus duró varios años, y en un momento Magnus tuvo que buscar refugio en Dinamarca. La batalla final entre ambos se libró en Fimreite, en el Fiordo de Sogne, en 1184, con el resultado de la muerte del rey Magnus y la victoria para el rey Sverre.
Sverre gobernaría Noruega hasta 1202, pero fue incapaz de alcanzar una paz duradera. La Iglesia permaneció ejerciendo una oposición virulenta al monarca durante todo su reinado. En 1190, el arzobispo de Nidaros, Erik Ivarsson, salió del país, y en 1194 recibió el apoyo del papa para excomulgar a Sverre y ordenar a todos los obispos noruegos unírsele en el exilio en Dinamarca, petición que fue seguida por estos. Sverre logró obligar al obispo Nicolás de Oslo, uno de sus más fuertes opositores, a que lo coronara en Bergen en 1194. En 1198, el papa Inocencio III puso a Noruega bajo interdicto. Aunque Sverre falsificó cartas que mostraban que su excomunión había sido levantada, en los hechos permaneció excomulgado hasta la muerte.
Varios pretendientes se levantaron contra Sverre. Entre ellos el que representó mayor significación fue Jon Kuvlung, un supuesto hijo del rey Inge. Fue nombrado rey en 1185 y muerto en batalla en Bergen en 1188. Sigurd Magnusson, un hijo del rey Magnus Erlingsson, fue nombrado rey en 1193, en las Islas Orcadas. Con tan solo trece años, Sigurd fue una marioneta, apoyado, entre otros, por Harald Maddadsson. Su levantamiento terminó con su derrota y muerte en la batalla de Florvåg, en las afueras de Bergen, en 1194.

## Origen de losbagler: primera guerra
En 1197 fraguó una importante oposición contra el reinado de Sverre. Varios de sus opositores, entre ellos el obispo Nicolás de Oslo -medio hermano del rey Inge- y el arzobispo Erik de Nidaros se reunieron en la plaza del mercado de Halör, en Escania, entonces parte de Dinamarca. Designaron como su nuevo rey a Inge Magnusson, un supuesto hijo del rey Magnus Erlingsson. La facción fue llamada los bagler, una palabra que significaba ‘báculo’ en nórdico antiguo, en referencia a la abierta injerencia de la Iglesia. La guerra entre los bagler y los birkebeiner perduraría durante el resto del reinado de Sverre. Los bagler no lograron derrocar a Sverre, pero este tampoco pudo conseguir la victoria. Cuando Sverre falleció por una enfermedad en 1202, fue el primer rey de Noruega que no moría asesinado desde la muerte de Sigurd el Cruzado en 1130. Su último acto fue aconsejar a su hijo y heredero, Haakon Sverresson, para llegar a un acuerdo con la Iglesia. Haakon fue nombrado nuevo rey de los birkebeiner, y los obispos exiliados regresaron a Noruega el mismo año, liberando al país del interdicto. Abandonado por la mayor parte de sus seguidores, el rey bagler Inge fue asesinado ese mismo año.

## La segunda guerrabaglery los acuerdos de Kvitsøy
Aparentemente, Haakon Sverresson había logrado pacificar todo el país, pero murió repentinamente en 1204. Su sucesor fue un nieto de Sverre, Guttorm, un niño que murió ese mismo año. Los birkebeiner no tenían conocimiento de la existencia de otros descendientes directos del rey Sverre, y eligieron a uno de sus sobrinos, Inge Bårdsson, como su nuevo rey. Entonces, se reconstituyó en Dinamarca el partido de los bagler, y nombró como su rey a Erling Steinvegg, otro hijo de Magnus Erlingsson. Apoyados por el rey Valdemar II de Dinamarca, los bagler lanzaron una invasión a Noruega en 1204, tomando el control de la zona del Fiordo de Oslo. Cuando Erling Steinvegg enfermó y murió en 1207, fue sucedido como rey de los bagler por Felipe Simonsson, un sobrino del rey Inge el Corcovado y del obispo Nicolás de Oslo, y la guerra continuó hasta 1208. Los bagler lograron hacerse fuertes en el Fiordo de Oslo, mientras que los birkebeiner se mantuvieron dueños de Trøndelag, pero los combates se desarrollaron en todo el país. Al final, los obispos lograron negociar un acuerdo entre ambos bandos, lo que sería confirmado en un encuentro en Kvitsøy en 1208. El rey bagler Felipe permanecería controlando el oriente de Noruega, pero renunció al título de rey, dejando al rey birkebeiner Inge como el monarca nominal de todo el país. Felipe continuó gobernando hasta su muerte, pero la paz entre los bagler y los birkebeiner se preservó hasta 1217.

## Reconciliación entrebaglerybirkebeiner

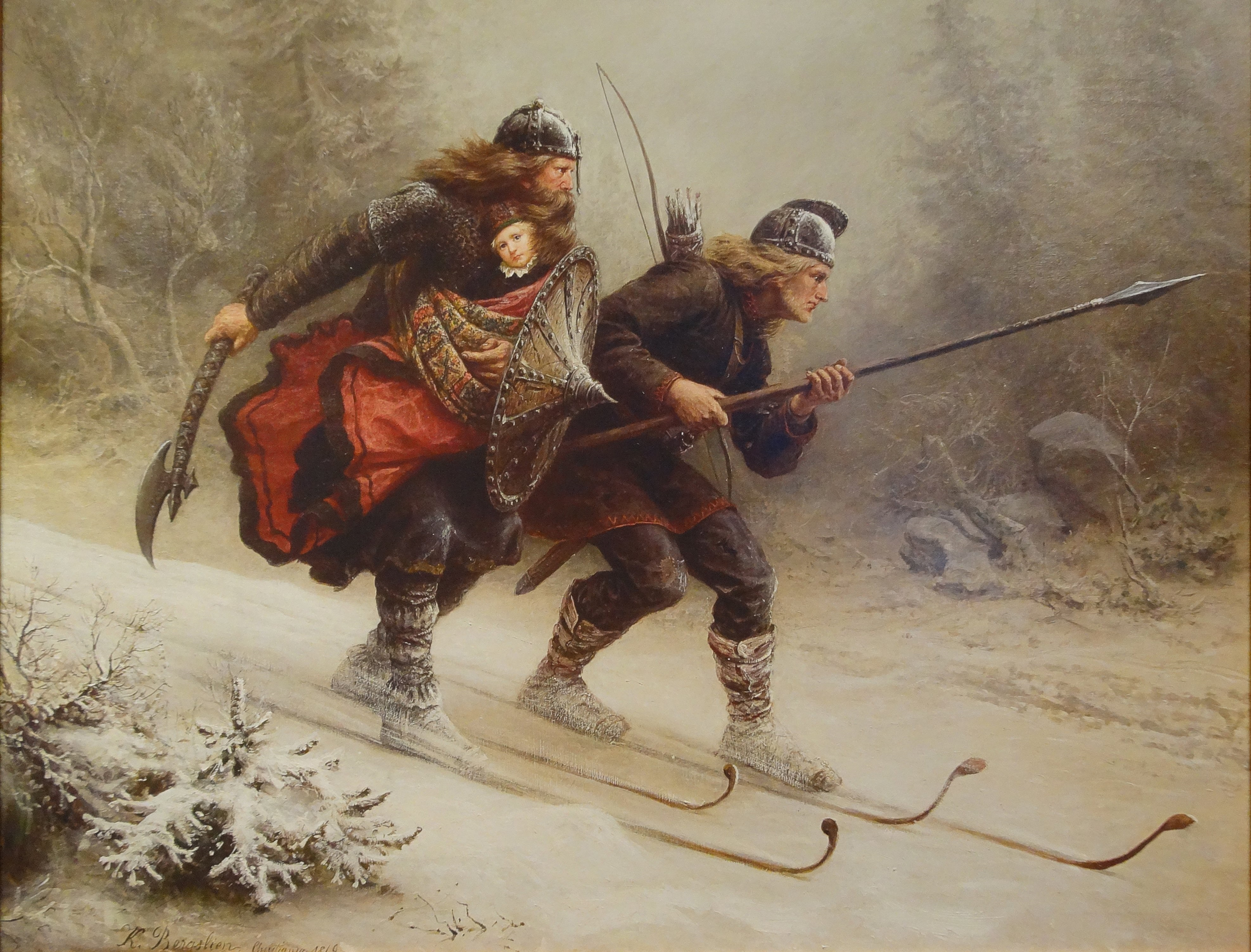
Haakon Håkonsson es transportado hacia un lugar seguro de sus enemigos. Óleo de Knud Bergslien (1869).

En 1217 falleció el rey birkebeiner Inge Bårdsson. Los birkebeiner, temerosos de quedarse sin un líder en caso de un ataque de los bagler, eligieron como su nuevo monarca a Haakon Håkonsson, un niño de trece años, y el jarl Skule Bårdsson fue designado líder del ejército. Haakon Håkonsson era un hijo póstumo de Haakon Sverresson, pero los birkebeiner no tenían noticia de su existencia cuando designaron a Inge como su rey en 1204, sino hasta que fue presentado en la corte de este en 1206. Skule era el hermano del difunto rey Inge, y tenía planes de hacerse del trono, pero se contentó momentáneamente con ser la cabeza del ejército, lo que lo convertía, de facto, en el hombre más poderoso del reino. Cuando el rey bagler Felipe murió poco después en ese mismo año, Skule se movió rápidamente. Persuadió a los bagler de no designar a un nuevo rey. Los bagler disolvieron oficialmente su partido y juraron fidelidad a Haakon Håkonsson, uniendo así el reino. Permanecieron en desacuerdo algunos miembros de los bagler en el este del país, y una rebelión, comandada por un hijo de Erling Steinvegg, llamado Sigurd Ribbung, perduró hasta 1227. Después de que Sigurd Ribbung hubo muerto por causas naturales, el resto de sus seguidores no continuó con la sublevación. El año de 1227 es en ocasiones considerado como el fin de las guerras civiles, pero más frecuentemente el término se extiende para incluir la sublevación de Skule Bårdsson en 1239 y 1240.
La elección de Haakon como rey en 1217 parece que fue considerada como una solución temporal, hasta que se alcanzara un acuerdo permanente entre los diferentes actores. Skule esperaba el momento oportuno para hacer efectivas sus reivindicaciones sobre el trono. En una reunión entre los hombres más importantes del reino, celebrada en Bergen en 1223, Skule había destapado su candidatura al trono de Noruega en oposición a Haakon, junto a la de Sigurd Ribbung y otros dos pretendientes. Sin embargo, la reunión terminó con la confirmación de Haakon como rey de Noruega. A medida que Haakon creció y gradualmente tomó las riendas del poder en sus propias manos, la posición de Skule en el reino declinó estrepitosamente. En un intento por conservar la paz entre los dos, Haakon se casó con Margarita, una hija de Skule, en 1225, y en 1237 se le asignó a este el título de duque, en la primera ocasión que el título era utilizado en Noruega. Ni el matrimonio ni el título fueron suficientes para calmar las aspiraciones de Skule, quien en 1239 se autoproclamó rey de Noruega y comenzó una guerra contra Haakon. Su sublevación no fue exitosa, y en 1240 fue asesinado por los hombres de Haakon después de buscar refugio en un monasterio en Nidaros. La era de las guerras civiles llegó de esta manera a su fin.

## Opiniones sobre las guerras civiles

### Opiniones contemporáneas
Las guerras civiles y los conflictos en las familias reales eran eventos que ocurrían a menudo en la Edad Media, tanto en Noruega como en otros países de Europa. Sin embargo, existen ejemplos que señalan que la gente contemporánea vio este período como diferente a los eventos anteriores. Theodoricus Monachus, quien escribió una historia de Noruega en latín cerca de 1180, terminó su narración con la muerte de Sigurd el Cruzado en 1130, ya que consideró que:
...absolutamente indigno registrar para la posteridad los crímenes, asesinatos, perjurios, parricidios, desacralizaciones de lugares santos, el desacato de la voluntad de Dios, el saqueo tanto del clero como del pueblo común, raptos de mujeres y otras abominaciones que llevaría mucho tiempo enumerar.
El historiador inglés Guillermo de Newburgh, alrededor de 1200, escribió sobre Noruega:
...por más de un siglo, aunque la sucesión de los reyes había sido rápida, ninguno de ellos había terminado sus días por edad o por enfermedad, sino que todos perecieron por la espada, dejando la dignidad de gobernar a sus asesinos como sus sucesores legítimos, de modo que, de verdaderamente, la expresión "¿Has asesinado y también tomaste posesión?" [cfr. Reyes 1 21:19] parece aplicarse a todos los que reinaron ahí por un largo espacio de tiempo.

### Opiniones modernas
Los historiadores modernos han planteado varias opiniones y explicaciones acerca de las guerras civiles. Las fuentes contemporáneas, las sagas, hacen énfasis en la naturaleza personal de los conflictos: las guerras se originaron como resultado de la lucha entre diferentes actores por la posesión del trono. Las leyes de sucesión poco claras, y la práctica común de compartir el poder entre varios reyes, hicieron que los conflictos personales fueran potencialmente la causa de abiertas guerras. Recientemente, el historiador Narve Bjørgo ha sugerido que la costumbre de compartir el poder fue en su momento una manera adecuada de gobernar el reino en el primer período después de la unificación de Harald I, pero posteriormente, las tendencias hacia la centralización y un reino unitario fueron factores importantes en desencadenar las guerras.
Edvard Bull ha hecho hincapié en el factor geográfico, tomando en cuenta el hecho de que los diferentes pretendientes frecuentemente encontraban el principal apoyo en ciertas partes del país. También fue importante la intervención de actores extranjeros: los reyes daneses, y en menor medida los suecos, estuvieron dispuestos a otorgar su apoyo a las facciones en las guerras civiles, con el objetivo de extender su propia influencia en la política de Noruega, especialmente en el área de Viken (Fiordo de Oslo). Una explicación popular en la historiografía noruega de finales del siglo XIX y principios del XX, apuntaba que el motivo de las guerras fue el conflicto entre el poder monárquico y la aristocracia de ese tiempo (los lendmenn). De acuerdo a este punto de vista, sostenido por historiadores como P.A. Munch, J.E. Sars y Gustav Storm, los miembros de la aristocracia veían al rey como una herramienta para gobernar ellos mismos al país. Por consiguiente, los nobles apoyaron a reyes débiles, pero fueron finalmente derrotados por el poderoso rey Sverre. Las mismas opiniones se han expuesto en lo referente a la intervención de la Iglesia. Estas explicaciones han perdido credibilidad cuando quedó claro que los lendmenn en realidad se dividieron en las diferentes facciones, tanto antes como después de la llegada al poder de Sverre. Incluso Sverre logró tener a su lado a algunos lendmenn. Aún más, Knut Helle ha destacado cómo la Iglesia, después de la muerte de Sverre, parece haber trabajado para lograr la reconciliación entre los partidos en guerra, y la estabilidad del país.
Hacia la mitad del siglo XX, el materialismo histórico adquirió bastante popularidad en la historiografía noruega. Sus defensores, por ejemplo Edvard Bull y Andreas Holmsen, intentaron explicar las guerras civiles con una base social y económica. Estos historiadores asumieron que la sociedad noruega se estratificó en mayor medida en el siglo XII, cuando grandes grupos de campesinos autosuficientes fueron arruinados hasta caer en la categoría de arrendatarios, mientras que los lendmenn y la Iglesia amasaban grandes propiedades de tierra. Estos conflictos habrían sido un factor determinante en las guerras civiles. Se ha asumido también que ciertas regiones, tales como Trøndelag y las partes interiores del oriente del país eran zonas más igualitarias y por lo tanto opuestas a las regiones más estratificadas. Esta explicación basada en una lucha de clases ha perdido sustento recientemente, ya que no parece tener mucho sustento en las fuentes históricas. No ha sido posible demostrar de manera empírica que en el periodo de las guerras civiles ocurrió una estratificación social cada vez más marcada. Inclusive, hay estudios que parecen demostrar lo contrario. Knut Helle, por ejemplo, ha enfatizado el fortalecimiento de la monarquía como una causa. Cuando el período terminó, el concepto de reino unitario -opuesto al de división del poder- fue aceptado de manera generalizada, comenzó una administración centralizada y el poder del rey se incrementó de tal manera que un monarca fuerte fue capaz de contener fracturas sociales y geográficas sin que éstas derivaran en guerras. Desde este punto de vista, las guerras civiles pueden ser consideradas como la fase final de la unificación de Noruega en un reino.